# Deus no hinduísmo

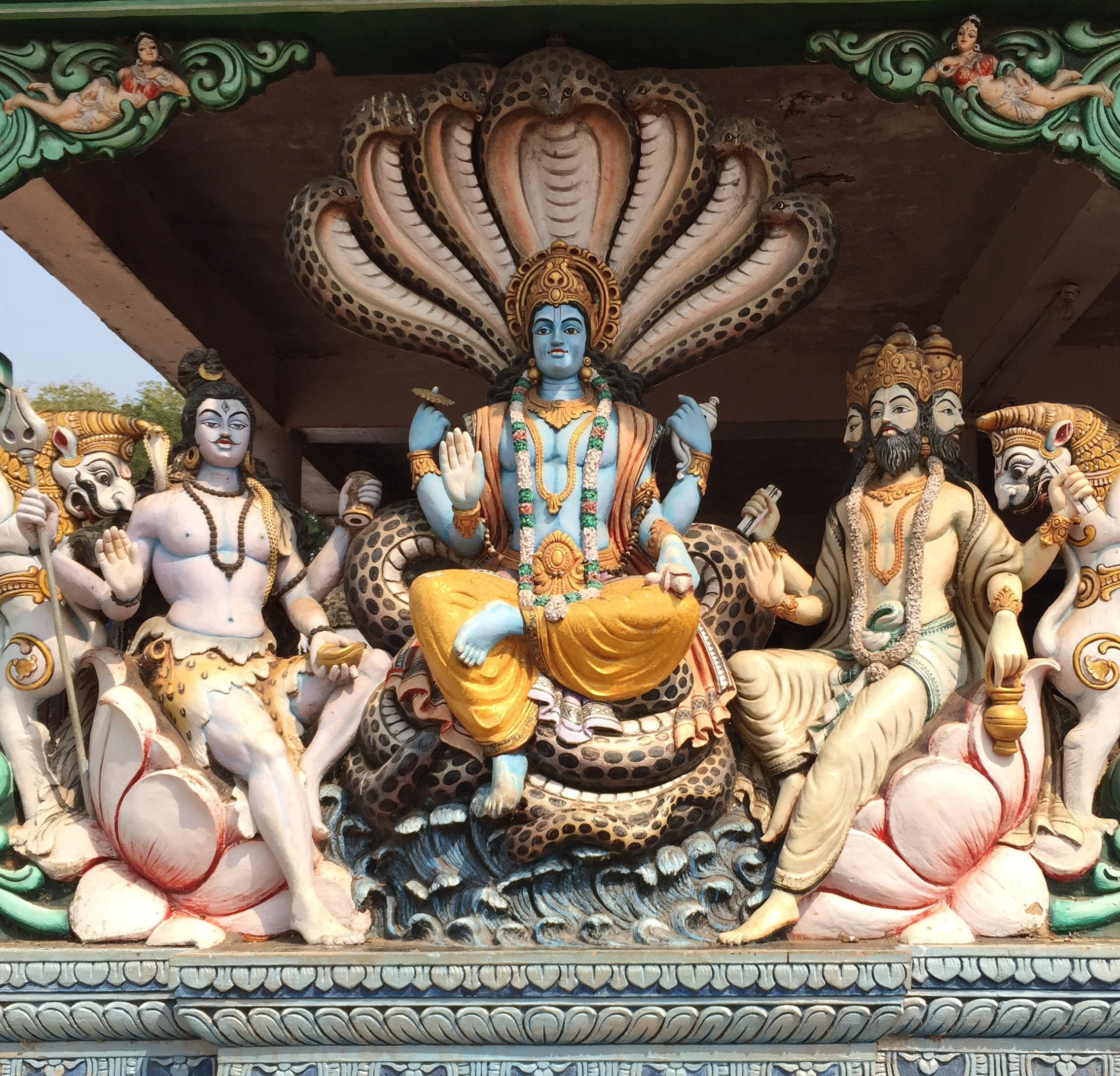
A trindade divina: Vishnu, Brahma e Shiva. Essas formas de Deus, assim como outras, são vistas como aspectos de um único Ser, a Realidade Última, chamada de Brahman.

No Sanātana Dharma, o conceito de Deus pode variar de acordo com as muitas denominações existentes da religião. De forma predominante, há a crença em um único Deus (Brahman) que se manifesta em diversas formas e nomes, podendo ser uma fé considerada monista e henoteísta, e em certa medida, até mesmo  monoteísta. Ao longo de sua história, surgiram escolas que ensinaram panteísmo, politeísmo, panenteísmo, agnosticismo e até mesmo o ateísmo, mas não são visões predominantes.
Os hindus que seguem o Advaita Vedānta consideram o ātman, como a alma dentro de cada ser vivente como sendo idêntica ao Deus absoluto e sem forma Brahman, que pode tomar a forma de Vishnu, Shiva, Devi, ou qualquer outra forma de Deus. Esta visão é chamada de não-dualismo e foi popularizada por Ādi Śaṅkara no século 8.
Outra parcela dos hindus creem no dualismo do Dvaita Vedānta, que consideram o jīvātman (eu individual) como distinta do Deus absoluto Brahman. Tal visão foi popularizada no século 13 por Madhvācārya. Este erudito influenciou bastante a escola vaixinava de Chaitanya.
Os hindus contemporâneos podem ser categorizados em quatro tradições maiores: vaishnavismo, xivaísmo, shaktismo e smartismo. Onde cada uma dessas formas de Deus, respectivamente, Vishnu, Shiva e Devi são vistos todos como aspectos de Brahman, Svayaṁ-Bhāgavan ("Deus Em Si"). Outros ramos menores como Ganapatya e Saura focam em adorar Ganesha ou Surya como Supremos. Os devotos dedicam à adoração através da fé e da entrega amorosa a Deus, o que é chamado de bhakti yoga.

## Henoteísmo
Para aquele que é o Uno'
Eles o chamam de Indra, Mitra, Varuna, Agni,

e como aquele que voa nos céus Garutman.

Os sábios dão muitos nomes ao Uno.

— Rigveda 1.164.46
Tradução livre.

Henoteísmo é o termo usado por eruditos como Max Müller para descrever a teologia da religião védica Müller notou que os hinos do Rigveda, as escrituras sagradas mais antigas da humanidade, mencionam muitos nomes diferentes, mas sempre afirmam que aquela divindade é "o mesmo único e supremo Deus" (saccidānanda), percebendo uma unidade (ekam), como manifestações plurais do mesmo Deus com diferentes nomes.
A ideia é encontrada de forma repetida ao londo dos textos védicos, como por exemplo, no hino 1.164 e em um ainda mais antigo, o hino 5.3 do Rigveda diz:

Em seu nascimento Você é Varuna, Ó Agni.
Quando entusiasmado, você é Mitra.
Em você, ó Filho da Força, todos os Deuses estão centrados.
Você é Indra para o mortal que traz oblações.
Você é Aryaman, quando você é considerado como tendo os nomes misteriosos de donzelas, Ó sustentador de si mesmo!— Rigveda 5.3.1-2 Tradução livre

Sobre a origem do universo
"Quem realmente sabe?
Quem estava lá para proclamar?
Onde tudo foi produzido?
Quem fez toda a criaçao?
Os deuses vieram bem depois,
junto com toda a criação do universo.
Qual deles sabe como isso veio a existir?"

— Nasadiya Sukta, Rig Veda, 10:129-6

## Monismo
Jeaneane Fowler afirma que o Deus do hinduísmo, é muito mais do que apenas um Deus monoteísta, mas uma Realidade por detrás de todo o fenômeno do universo. Os hinos védicos chamam este Deus de "ilimitado e indescritível princípio absoluto", ou seja, expressam uma visão monista.
Por volta do início da escrita dos Upanishads (800 a.C.), o não-dualismo passou a se desenvolver de forma mais acelerada na teologia hindu.  O texto sagrado passou a registrar perguntas a cerca da natureza de Deus, como porções tardias do Rigveda, como o Nasadiya Sukta.
Brahman, incorpora dentro de si uma realidade transcendental e imanente. Diferentes escolas de pensamento interpretam Brahman como pessoal, impessoal e transpessoal. Ishwar Chandra Sharma descreve como "A Realidade Absoluta, além de todas as dualidades, existência e não-existência, luz e trevas, tempo, espaço e causa".

## Monoteísmo
Considerando o monoteísmo como sendo a fé em um único Deus criador, certos setores do hinduísmo apresentam a visão de um Deus monoteísta, como o culto vaixinava centrado em Krishna, o Dvaita Vedanta e Arya Samaj.  Estudiosos como David Adams Leeming, André Kërr e Gavin Flood, afirmam a existência de conceitos monoteístas de Deus em algum certo grau, pois todos os demais são vistos como meras manifestações do mesmo Brahman. Até mesmo eruditos islâmicos, como al-Biruni e Amir Khusrau, descrevem o Hinduísmo como fundamentalmente monoteísta, e atribuem o culto e a interpretação politeísta como uma prática comum de pessoas iletradas.
Madhvacharya (1238–1317 CE) apresentou em sua teologia Dvaita, uma visão monoteísta do Deus Vishnu, semelhante às religiões abraâmicas. Esta coincidência levou certos pesquisadores a sugerir que houve influência de cristãos em sua formação. No entanto, não há evidência de qualquer contato com os cristãos e sua escola.

## Brahman
Muitas tradições dentro do hinduísmo compartilham a ideia védica de uma realidade e verdade metafísicas últimas chamada Brahman. De acordo com Jan Gonda, Brahman era a Palavra (vāc), "o poder imanente no som, palavras, versos e fórmulas dos Vedas" nos primeiros textos védicos. A compreensão religiosa védica inicial de Brahman passou por uma série de abstrações nas escrituras hindus que seguiram as escrituras védicas. Os adeptos hindus dessas tradições dentro do hinduísmo reverenciam as divindades hindus e, de fato, toda a existência, como aspectos do Brahman. As demais divindades menores no hinduísmo não são consideradas todo-poderosas, onipotentes, oniscientes e onibenevolentes, e a espiritualidade é considerada como a busca da verdade suprema que é possível por vários caminhos. Assim como em outras religiões indianas, no hinduísmo, tais divindades nascem, vivem e morrem em cada kalpa (ciclo de existência).
No hinduísmo, Brahman é o mais elevado Princípio Universal, a Realidade Última do universo, a causa de tudo o que existe., verdade, bem-aventurança, que está em tudo, sem gênero, infinita e eterna que não muda, mas é a causa de todas as mudanças,  Brahman como um conceito metafísico é a única unidade vinculativa por trás da diversidade de tudo o que existe no universo.
Brahman é um conceito-chave nos Vedas, extensivamente discutido nos Upanishads. Os Vedas conceituam Brahman como o Princípio do Universo. Nos Upanishads, ele é definido como Sat-cit-ānanda (verdade, consciência e estado de êxtase) sem sombra de mudança, permanente e a mais elevada realidade.
Os Upanishads contém vários mahā-vākyas ou "Grandes Ditos" sobre o conceito de Brahman:
| Texto                                 | Upanishad                         | Tradução                         | Referência    |
| ------------------------------------- | --------------------------------- | -------------------------------- | ------------- |
| अहं ब्रह्म अस्मि aham brahmāsmi            | Brihadaranyaka Upanishad 1.4.10   | "Eu Sou O Brahman"               | [ 82 ]        |
| अयम् आत्मा ब्रह्म ayam ātmā brahma         | Brihadaranyaka Upanishad 4.4.5    | "O Eu é Brahman"                 | [ 83 ]        |
| सर्वं खल्विदं ब्रह्म sarvam khalvidam brahma | Chandogya Upanishad 3.14.1        | "Tudo é Brahman"                 | [ 84 ]        |
| एकमेवाद्वितीयम् ekam evadvitiyam            | Chandogya Upanishad 6.2.1         | "Aquele que é Um sem um segundo" | [ 85 ]        |
| तत्त्वमसि tat tvam asi                   | Chandogya Upanishad 6.8.7 et seq. | "Você é Aquilo"                  | [ 86 ] [ 87 ] |
| प्रज्ञानं ब्रह्म prajnānam brahma           | Aitareya Upanishad 3.3.7          | "Conhecimento é Brahman"         | [ 88 ]        |

### Sagunaenirguna
No Advaita Vedanta, tanto Brahman como Atman são o mesmo, mas há a diferenciação entre saguna Brahman— Brahman dotado de atributos, e nirguna Brahman— o Brahman sem atributos. Nirguna é Brahman como ele realmente é, já saguna é ilusório. Quando dotado de atributos, com um nome e forma de um Deus se trata apenas de uma ferramenta para a jornada espiritual, mas não se trata de Deus de fato.

## Ishvara
Os Yogasutras de Patanjali usam o termo Ishvara em 11 versos: I.23 até I.29, II.1, II.2, II.32 e II.45. Os comentaristas identificam Isvara como um "Deus pessoal" ou "qualquer coisa que tenha significância espiritual para o indivíduo". Whicher explica que Patanjali pode ser interpretado de forma teísta e não-teísta, pois o conceito serve como "um guia catalisador de tranformação que ajudará o yogi a alcançar a emancipação espiritual".

Patanjali define Isvara (Sanskrit: ईश्वर) no verso 24 do Livro 1, como "um Eu especial (पुरुषविशेष, puruṣa-viśeṣa)",
Sanskrit: क्लेश कर्म विपाकाशयैःपरामृष्टः पुरुषविशेष ईश्वरः ॥२४॥

– Yoga Sutras I.24
Este verso afirma que Isvara é o Eu não afetado (अपरामृष्ट, aparamrsta) por obstáculos (क्लेश, klesha), circunstâncias do passado ou ações atuais (कर्म, karma), como seus frutos (विपाक, vipâka), e intenções psicológicas (आशय, ashaya).
Dentro das tradições de Bhakti fora da Yoga, se subentende o termo como um dos nomes dados a Shiva.